# 霎東街
霎東街（英語：Sharp Street East），是香港島銅鑼灣的一條平路，可行車，毗鄰香港時代廣場，西至堅拿道東堅拿道天橋，東起於希慎道、波斯富街、禮頓道交匯處，近利舞台廣場和蟾宮大廈，而中段與勿地臣街交界。

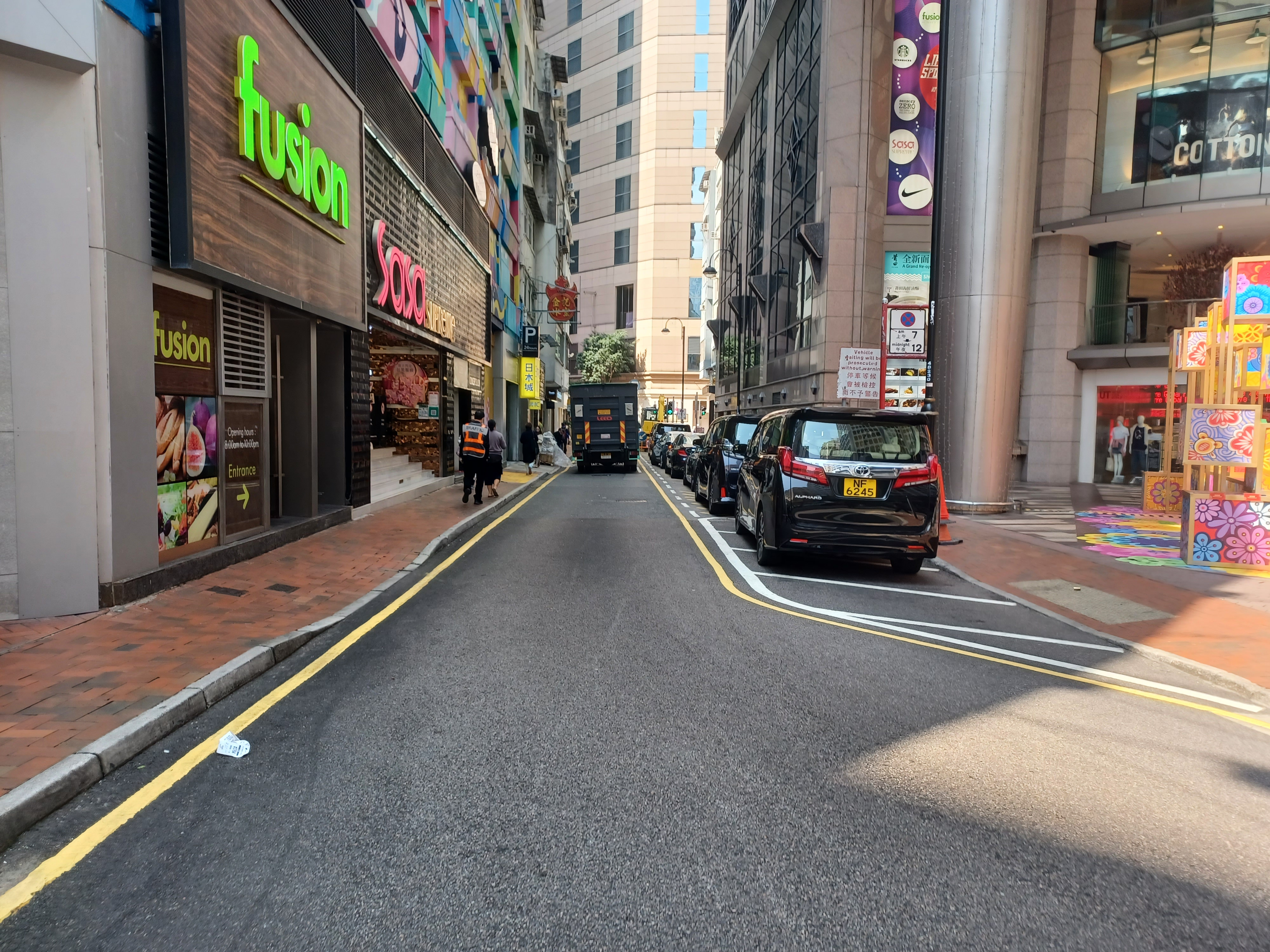
霎東街與波斯富街交界

霎東街以西有一條名為霎西街。

## 参見
- 利舞臺戲院
- 寶靈頓道
- 洪朝豐
- 銅鑼灣站
- 香港銅鑼灣快捷假日酒店